# Elatostema laetevirens
Elatostema laetevirens là loài thực vật có hoa trong họ Tầm ma. Loài này được Makino mô tả khoa học đầu tiên năm 1921.